# 聖華金市 (卡拉波波州)

聖華金市（西班牙語：Municipio San Joaquín），是委內瑞拉的一個市，位於該國北部卡拉波波州，首府設於聖華金，面積127平方公里，2007年人口60,953，人口密度為每平方公里480人。